# Campylocheta praecox
Campylocheta praecox är en tvåvingeart som först beskrevs av Johann Wilhelm Meigen 1824.  Campylocheta praecox ingår i släktet Campylocheta och familjen parasitflugor. Arten är reproducerande i Sverige. Inga underarter finns listade i Catalogue of Life.